# Jesús Vallejo
Jesús Vallejo Lázaro (født 5. januar 1997) er en spansk professionel fodboldspiller, som spiller for La Liga-klubben Real Madrid.

## Klubkarriere

### Real Zaragoza
Vallejo begyndte sin karriere med hos lokalklubben Real Zaragoza, hvor han gjorde sin professionelle debut i august 2014.

### Real Madrid

#### Skifte og lejeaftaler
Vallejo skiftede i juli 2015 til Real Madrid på en fast aftale. Som del af aftalen blev han med dette samme lånt tilbage til Zaragoza for 2015-16
sæsonen.
Han blev igen udlejet i 2016-17 sæsonen, denne gang til tyske Eintracht Frankfurt.

#### Debut
Vallejo fik sin debut for Real Madrid den 26. oktober 2017, dog hans spilletid i sæsonen var meget begrænset.

#### Flere lejeaftaler
Vallejo blev igen udlejet i juli 2019, denne gang til Wolverhampton Wanderers. Lejeaftalen var dog ikke nogen succes, og han
endte kun med at spille meget få kampe for klubben.
Vallejo blev hentet tilbage fra Wolves i januar 2020, og blev i stedet udlejet til Granada. Efter en god halvsæson med Granada, blev lejeaftalen forlænget til og med 2020-21 sæsonen.

## Landsholdskarriere

### Ungdomslandshold
Vallejo har repræsenteret Spanien på flere ungdomsniveauer. Han var del af Spaniens trupper som vandt U/19-EM i 2015 og U/21-EM i 2019.

### Olympiske landshold
Vallejo var del af Spaniens trup, som vandt sølv ved OL 2020.

## Titler
Real Madrid
- La Liga: 1 (2021-22)
- Copa del Rey: 1 (2022-23)
- Supercopa de España: 1 (2021-22)
- UEFA Champions League: 2 (2017-18, 2021-22)
- UEFA Super Cup: 1 (2022)
- FIFA Club World Cup: 2 (2018, 2022)

Spanien U/19
- U/19-Europamesterskabet: 1 (2015)

Spanien U/21
- U/21-Europamesterskabet: 1 (2019)

Spanien U/23
- Sommer-OL Sølvmedalje: 1 (2020)

Individuelle
- U/21-Europamesterskabet Turneringens hold: 1 (2019)